# Glasfusingofen
Ein Glasfusingofen ist für das Verschmelzen von Glas verschiedener Farben und Formen konzipiert. Glasfusing beschreibt die Glasschmelztechnik, welche das Glas soweit erweicht, dass sich einzelne Teile aus Glas dauerhaft verbinden. Das Wort Fusing wird vom englischen Verb to fuse (verschmelzen) abgeleitet, im Englischen heißt es glass fusing.
In der modernen Glaskunst werden auch temperaturbeständige Teile aus anderem Material (Metalle, Fiberglas) mit dem Glas verschmolzen. Die speziellen Fusingöfen erreichen dabei Temperaturen bis ca. 850 °C. Bei  Temperaturen von 690 bis 780 °C wird eine teilweise, reliefartige Verschmelzung und bei der maximalen Temperatur eine Vollverschmelzung der im Ofen befindlichen Gläser und eventuell anderen Elemente erzielt.
Mit der Glasfusingmethode hergestellte Glasobjekte sind individuelle Kunstobjekte wie Modeschmuck, Glasschalen, Fenster- oder Wandbilder, auch Kunstwerke und künstlerisch gestaltete Fenster in der Architektur und der Innenarchitektur.